# Vincent Grossi
Vincent Grossi, né à Pizzighettone le  9 mars 1845 et mort à  Vicobellignano le 7 novembre 1917, est un prêtre catholique italien, connu pour ses nombreuses initiatives pastorales, en particulier sa fondation des Filles de l'Oratoire, pour l'enseignement des enfants des campagnes. Il est reconnu et vénéré comme saint par l'Église catholique, fête le 7 novembre.

## Biographie
Vincent Grossi naît le 9 mars 1845 à Pizzighettone. Il est le dernier des 10 enfants de Baldassarre Grossi et Maddalena Cappellini, propriétaires d'un moulin, qui travaillent dur pour subvenir aux besoins de la famille. Vincent Grossi passe son enfance à aider ses parents, tout en cultivant le désir de devenir prêtre. Ses parents se montrent peu favorables à sa vocation, car ils ont besoin de lui au moulin. Tout en travaillant pour ses parents, Vincent étudie le soir, sous la direction du curé de sa paroisse. Finalement, à l'âge de 19 ans il intègre le séminaire de Crémone. Il est ordonné prêtre le 22 mai 1869. 
En 1873, il est nommé curé de Regona, une frazione de Pizzighettone. La population est depuis longtemps loin de la pratique religieuse, mais au fil des années, Vincent Grossi parvient à transformer sa paroisse en une véritable communauté religieuse, comme le diront ses confrères. Il se préoccupe beaucoup de la jeunesse, et ouvre un patronage dans son presbytère. Il restaure l'église paroissiale, confesse plusieurs heures par jour, et ses talents de prédicateur font qu'il est appelé à prêcher des missions populaires dans tout le diocèse. En 1883, son évêque le nomme curé de Vicobellignano (it). Cette localité est composée d'une importante communauté protestante. Vincent Grossi promeut le dialogue, et déploie toutes sortes d'activités pour relancer la pratique catholique. Il monte une école paroissiale et prêche beaucoup. 
Malgré toutes ses activités, Vincent Grossi désire en faire plus pour la jeunesse des campagnes. Il regroupe autour de lui des jeunes femmes désirant se consacrer à Dieu et à l'enseignement, et fonde les Filles de l'Oratoire en 1885. Il leur donne comme modèle saint Philippe Néri, le saint de la joie, très proche des enfants des rues. Il veille à leur formation, leur donnant de fréquentes conférences et exercices spirituels. Sœur Maria Caccialanza dirige la nouvelle communauté. Les Filles de l'Oratoire sont approuvées par l'évêque de Crémone en 1901. Rapidement, le jeune institut grandit, implante des maisons et écoles dans plusieurs diocèses italiens. Vincent Grossi s'occupe en même temps de ses Filles de l'Oratoire et de sa paroisse, ce qui représente une grande quantité d'activités. L'angoisse de ne pas être assez présent pour ses parents l'amène à demander sa destitution comme curé, mais l'évêque refuse. Il meurt le 7 novembre 1917, après avoir donné une dernière bénédiction à ses religieuses.

## Culte
Le processus de canonisation commence le 2 avril 1954, lorsque le pape Pie XII lui donne le titre de Serviteur de Dieu. Sa cause en béatification est, en effet, ouverte à Lodi puis est validée le 9 novembre 1959.
Le pape Paul VI le proclame vénérable le 10 mai 1973, puis le béatifie le 1er novembre 1975.
Un deuxième miracle attribué à son intercession est reconnu le 15 octobre 2011 par la Congrégation pour les causes des saints. Le 5 mai 2015, le pape François approuve ce deuxième miracle et le canonise le 18 octobre suivant.